# Team K 4th Stage“最终钟声鸣响”
Team K 4th Stage「最终钟声鸣响」是AKB48 Team K的第4台剧场公演。

## 概要
AKB48 Team K的第4台剧场公演，包含有歌唱女同恋爱的「雄蕊雌蕊夜之蝶」及使用了全组成员写真纸板的「16人姐妹之歌」的歌曲。之后也被使用为SNH48的第一台公演

## 公演内容

### 曲目
1. 《overture》
（作曲、编曲：尾澤拓実　歌：TAZ）
2. 《猛犸象》（マンモス）
（作词：秋元康　作曲、编曲：井上義正（日语：井上ヨシマサ））
3. 《最终钟声鸣响》（最終ベルが鳴る）
（作词：秋元康　作曲：　编曲：市川裕一）
4. 《男友制作法》（ボーイフレンドの作り方）
（作词：秋元康　作曲：Rie　编曲：百石元）
5. 《不想成为伟人》（偉い人になりたくない）
（作词：秋元康　作曲：辻純更　编曲：関淳二郎）
6. 《再战》（リターンマッチ）
（作词：秋元康　作曲：上田晃司　编曲：田口智則（日语：田口智則）、稲留春雄）
7. 《初恋小偷》（初恋泥棒）
（作词：秋元康　作曲：吉田ゐさお（日语：吉田ゐさお）　编曲：樫原伸彦（日语：樫原伸彦））
8. 《对不起 我的宝石》（ごめんね ジュエル）
（作词：秋元康　作曲：成瀬英樹　编曲：野中"MASA"雄一（日语：野中"まさ"雄一））
9. 《雄蕊雌蕊夜之蝶》（おしべとめしべと夜の蝶々）
（作词：秋元康　作曲：宮島律子　编曲：野中"MASA"雄一、田口智則、稲留春雄）
10. 《16人姐妹之歌》（16人姉妹の歌）
（作词：秋元康　作曲：　编曲：高島智明）
11. 《Stand up》
（作词：秋元康　作曲、编曲：伊藤心太郎）
12. 《Coolgirl》
（作词：秋元康　作曲、编曲：井上義正）
13. 《洄游鱼的容积》（回遊魚のキャパシティ）
（作词：秋元康　作曲：Gajin（日语：Gajin）　编曲：市川裕一）
14. 《去见你吧》（会いに行こう）
（作词：秋元康　作曲：中山聡　编曲：勝又隆一）

安可曲
1. 《暹罗猫》（シャムネコ）
（作词：秋元康　作曲：渡邊拓也（日语：渡辺拓也）　编曲：野中"MASA"雄一）
2. 《梅乐斯之路》（メロスの道）
（作词：秋元康　作曲：太田美知彦（日语：太田美知彦）　编曲：市川裕一）
3. 《支柱》（支え）
（作词：秋元康　作曲：太田美知彦　编曲：）

### 演出
- 编舞：IZUMI
- 《对不起 我的宝石》表演时有6名研究生伴舞
- 《16人姐妹之歌》使用了成员的写真纸板。间奏口白部分每日更换。
- 《支柱》一曲中非本队成员并不会参加，歌曲最后会逐一念出成员的名字。

## AKB48 Team K 4th Stage「最终钟声鸣响」公演
- 公演期間：2008年5月31日 - 2009年4月4日
- 出演成员
秋元才加、梅田彩佳、大岛优子、大堀惠、奥真奈美、小野惠令奈、河西智美、倉持明日香、小林香菜、佐藤夏希、成瀨理沙、野呂佳代、早野薫、增田有華、松原夏海、宫泽佐江
※2009年3月26日公演后，近野莉菜自研究生组升格至K组，此后未出演。
- 分组曲担当
  - 再战（成瀬、秋元、野呂、梅田）
  - 初恋小偷（奥、小野、早野）
  - 对不起 我的宝石（倉持、大岛、宫泽、増田）
  - 雄蕊雌蕊夜之蝶（河西、大堀）
  - 16人姐妹之歌（小林、佐藤、松原）

## SNH48 1期生「最终的钟声响起」公演
披露公演的名字是「Give Me Power!」。
- 公演期間：2013年1月12日、8月30日 - 11月11日
- 出演成员
宫泽佐江、铃木玛莉亚、趙嘉敏、董芷依、許佳琪、湯敏、陳觀慧、陳思、吳哲晗、顧香君、孔肖吟、徐晨辰、戴萌、邱欣怡、張語格、莫寒、錢蓓婷、丁紫妍、李宇琪、何軼琛、王費澌、陳麗、曾譽嘉、蔣羽熙、張馨方、俞慧文
※何軼琛在2013年5月2日辞退。王費澌在5月3日辞退。陳麗与曾譽嘉在8月18日辞退。蔣羽熙、張馨方与俞慧文的资料在8月18日从官网去除。以上成员只出演了披露公演。丁紫妍将在10月6日的毕业公演暨生诞祭后从组合毕业，由AKB48移籍的宫泽佐江与铃木玛莉亚两人因演艺用签证的问题，未能参加最开始的演出[1]，二人的首次剧场公演在10月11日进行。
- 分组曲担当
  - 再战（陳觀慧、許佳琪、徐晨辰→莫寒、吳哲晗→李宇琪）
  - 初恋小偷（湯敏→張語格、邱欣怡、蔣羽熙→徐晨辰）
  - 对不起 我的宝石（張語格→吳哲晗、趙嘉敏、莫寒、俞慧文→丁紫妍）
  - 雄蕊雌蕊夜之蝶（孔肖吟、董芷依）
  - 16人姐妹之歌（顧香君→錢蓓婷、戴萌、陳思）
- 2013年1月12日是在其他场地举行的一期生披露公演。而在同年8月30日，位于上海的专属剧场正式落成并启用，组合开始进行常规公演。

## SNH48 Team SII 1st Stage「最后的钟声响起」公演
- 公演期間：2013年11月23日[2]－12月15日[3]
- 出演成员
  - 初日演出：陳觀慧、陳思、戴萌、蔣芸、孔肖吟、李宇琪、莫寒、錢蓓婷、邱欣怡、沈之琳、溫晶婕、吳哲晗、徐晨辰、許佳琪、徐子軒、袁雨楨、張語格
- 分组曲担当
  - 初日演出
    - 再爱一回（莫寒、許佳琪、陳觀慧、李宇琪）
    - 初恋小盗（張語格、邱欣怡、徐晨辰）
    - 对不起 我的宝贝（赵嘉敏、吳哲晗、莫寒、戴萌）
    - 夜蝶（孔肖吟、董芷依）
    - 16人姐妹之歌（陳思、丁紫研、钱蓓婷）

## AKB48 Team K Waiting公演II「最終鐘聲鳴響」
- 公演期間：2014年2月20日－2014年4月16日
- 出演成員：阿部瑪利亞、内田眞由美、大島優子、北原里英、倉持明日香、小林香菜、島田晴香、鈴木紫帆里、近野莉菜、中田千智、永尾瑪利亞、野澤玲奈、平田梨奈、藤田奈那、古畑奈和、前田亞美、松井珠理奈、宮崎美穗、武藤十夢
- Team K選秀生：後藤萌咲、下口緋奈奈

- 分组曲擔當

| 分組曲          | 公演初日演唱成員 | 代役之表演者         |
| --------------- | ---------------- | -------------------- |
| 狼與自尊        | 後藤萌咲         |                      |
| 狼與自尊        | 下口緋奈奈       |                      |
| 再戰            | 松井珠理奈       | 宮崎美穗、鈴木紫帆里 |
| 再戰            | 藤田奈那         |                      |
| 再戰            | 島田晴香         | 鈴木紫帆里           |
| 再戰            | 内田眞由美       | 倉持明日香           |
| 初戀小偷        | 北原里英         | 込山榛香（研究生）   |
| 初戀小偷        | 古畑奈和         | 野澤玲奈             |
| 初戀小偷        | 平田梨奈         |                      |
| 對不起 我的寶石 | 鈴木紫帆里       |                      |
| 對不起 我的寶石 | 武藤十夢         |                      |
| 對不起 我的寶石 | 前田亞美         |                      |
| 對不起 我的寶石 | 阿部瑪利亞       |                      |
| 雄蕊雌蕊夜之蝶  | 中田千智         |                      |
| 雄蕊雌蕊夜之蝶  | 永尾瑪利亞       | 岩立沙穂（Team 4）   |
| 19人姐妹之歌    | 大島優子         | 小林香菜、内田眞由美 |
| 19人姐妹之歌    | 倉持明日香       |                      |
| 19人姐妹之歌    | 近野莉菜         | 向井地美音（研究生） |

## HKT48 Team H 3rd Stage「最終鐘聲鳴響」公演
- 公演期間：2014年11月9日－
- 出演成員：秋吉優花、穴井千尋、井上由莉耶、宇井真白、上野遥、梅本泉、岡本尚子、神志那結衣、兒玉遥、駒田京伽、坂口理子、指原莉乃、田島芽瑠、田中菜津美、田中美久、松岡菜摘、矢吹奈子、山田麻莉奈、山本茉央、若田部遥
- 助演的Team KIV成員：伊藤来笑、岡田栞奈、後藤泉、下野由貴、田中優香、深川舞子、渕上舞
在2015年12月27日，举行了梅本泉的毕业公演。
- 分组曲擔當

| 分組曲          | 公演初日演唱成員 | 代役之表演者                                                 |
| --------------- | ---------------- | ------------------------------------------------------------ |
| 再戰            | 坂口理子         | 松岡菜摘、神志那結衣、田中菜津美、後藤泉                     |
| 再戰            | 穴井千尋         | 上野遥、神志那結衣、秋吉優花                                 |
| 再戰            | 宇井真白         | 若田部遥、梅本泉、岡本尚子                                   |
| 再戰            | 駒田京伽         | 井上由莉耶、岡本尚子、深川舞子、山本茉央                     |
| 初戀小偷        | 上野遥           | 田中美久、田中優香、山田麻莉奈、坂口理子、宇井真白           |
| 初戀小偷        | 田島芽瑠         | 矢吹奈子、秋吉優花、井上由莉耶、駒田京伽                     |
| 初戀小偷        | 山本茉央         | 井上由莉耶、山田麻莉奈、梅本泉、後藤泉、岡本尚子             |
| 對不起 我的寶石 | 梅本泉           | 秋吉優花、宇井真白、山本茉央                                 |
| 對不起 我的寶石 | 兒玉遥           | 駒田京伽、井上由莉耶、岡本尚子、坂口理子、秋吉優花、田中美久 |
| 對不起 我的寶石 | 神志那結衣       | 岡本尚子、上野遥                                             |
| 對不起 我的寶石 | 岡本尚子         | 宇井真白、山本茉央、岡田栞奈、伊藤来笑                       |
| 雄蕊雌蕊夜之蝶  | 指原莉乃         | 穴井千尋、坂口理子、駒田京伽、山田麻莉奈、後藤泉、田島芽瑠   |
| 雄蕊雌蕊夜之蝶  | 松岡菜摘         | 神志那結衣、田島芽瑠、宇井真白、渕上舞、井上由莉耶、駒田京伽 |
| 20人姐妹之歌    | 矢吹奈子         | 山本茉央、田中美久                                           |
| 20人姐妹之歌    | 秋吉優花         | 若田部遥、下野由貴、宇井真白、上野遥                         |
| 20人姐妹之歌    | 田中菜津美       | 山田麻莉奈                                                   |

- ※因在公演開始時Team H共有20名成員，因而將歌曲《16人姐妹之歌》改編為了《20人姐妹之歌》。並由指原莉乃作詞[4]。

## AKB48 Team K 4th Stage「最終鐘聲鳴響」复活公演
- 公演期間：2015年11月30日－
- 出演成員：相笠萌、阿部瑪利亞、石田晴香、市川愛美、兒玉遙、篠崎彩奈、島田晴香、下口绯奈奈、鈴木瑪莉亞、高城亞樹、田野優花、中田千智、永尾瑪利亞、中野郁海、藤田奈那、松井珠理奈、峯岸南、向井地美音、武藤十夢、茂木忍、山本彩、湯本亞美
- Team K選秀研究生：野村奈央、久保怜音
- 其他队伍的助演成员：Team A：平田梨奈、Team B：後藤萌咲、Team 4：飯野雅、岩立沙穂
松井珠理奈於2015年12月24日的送别公演后解除兼任。在2016年2月23日举行了高城亞樹的毕业公演，同年3月19日举行了永尾瑪利亞的毕业公演，同年5月17日将举行石田晴香的毕业公演。

- 分组曲擔當

| 分組曲          | 公演初日演唱成員→毕业后的演唱成员 | 代役之表演者         |
| --------------- | --------------------------------- | -------------------- |
| 再戰            | 藤田奈那                          | 鈴木瑪莉亞、飯野雅   |
| 再戰            | 山本彩                            | 市川愛美             |
| 再戰            | 茂木忍                            |                      |
| 再戰            | 武藤十夢                          |                      |
| 初戀小偷        | 中野郁海                          | 下口绯奈奈、久保怜音 |
| 初戀小偷        | 向井地美音                        | 下口绯奈奈           |
| 初戀小偷        | 篠崎彩奈                          | 久保怜音、石田晴香   |
| 對不起 我的寶石 | 湯本亞美                          |                      |
| 對不起 我的寶石 | 松井珠理奈→相笠萌                 |                      |
| 對不起 我的寶石 | 田野優花                          | 石田晴香             |
| 對不起 我的寶石 | 島田晴香                          | 平田梨奈、岩立沙穂   |
| 雄蕊雌蕊夜之蝶  | 永尾瑪利亞→中田千智               |                      |
| 雄蕊雌蕊夜之蝶  | 兒玉遙                            | 野村奈央、永尾瑪利亞 |
| 22人姐妹之歌    | 高城亞樹→鈴木瑪莉亞               | 下口绯奈奈、島田晴香 |
| 22人姐妹之歌    | 峯岸南                            | 石田晴香、後藤萌咲   |
| 22人姐妹之歌    | 阿部瑪利亞                        |                      |

## SNH48 Team X 1st Stage「最后的钟声响起」公演
- 公演期間：2015年4月17日[5]－2015年10月24日
- 出演成員（初日成员）
- Team X：陈琳、冯晓菲、李晶、李钊、孙静怡、邵雪聪、宋昕冉、孙歆文、汪佳翎、汪束、王晓佳、谢天依、杨冰怡、闫明筠、杨韫玉、张丹三
- 分組曲擔當
  - 《再爱一回》：陈琳、邵雪聪、宋昕冉、闫明筠
  - 《初恋小盗》：汪束、杨冰怡、杨韫玉
  - 《对不起我的宝贝》：冯晓菲、李晶、王晓佳、张丹三
  - 《夜蝶》：李钊、孙歆文
  - 《16人姐妹歌》：孙静怡、汪佳翎、谢天依

## 录音室收录CD

### Team K 4th Stage「最终钟声鸣响」（CD）
- 收錄成員
秋元才加、梅田彩佳、大島優子、大堀惠、奥真奈美、小野惠令奈、河西智美、倉持明日香、小林香菜、佐藤夏希、成瀬理沙、野呂佳代、早野薫、增田有華、松原夏海、宮澤佐江
- 收錄曲
  1. overture
  2. 猛獁象
  3. 最終鐘聲鳴響
  4. 男友製作法
  5. 不想成為偉人
  6. 再戰（歌：成瀨、秋元、野呂、梅田）
  7. 初戀小偷（歌：奥、小野、早野）
  8. 對不起 我的寶石（歌：倉持、大島、宮澤、增田）
  9. 雄蕊雌蕊夜之蝶（歌：河西、大堀）
  10. 16人姐妹之歌（歌：小林、佐藤、松原）
  11. Stand up
  12. Coolgirl
  13. 洄遊魚的容積
  14. 去見你吧
  15. 暹羅貓
  16. 梅樂斯之路
  17. 支柱

## 劇場公演DVD

### Team K 4th Stage「最终钟声鸣响」（DVD）
- 收錄成員
秋元才加、梅田彩佳、大島優子、大堀惠、奥真奈美、小野惠令奈、河西智美、倉持明日香、小林香菜、佐藤夏希、成瀬理沙、野呂佳代、早野薫、增田有華、松原夏海、宮澤佐江
- 收錄曲
  1. overture
  2. 猛獁象
  3. 最終鐘聲鳴響
  4. 男友製作法
  5. 不想成為偉人
  6. 再戰（歌：成瀨、秋元、野呂、梅田）
  7. 初戀小偷（歌：奥、小野、早野）
  8. 對不起 我的寶石（歌：倉持、大島、宮澤、增田）
  9. 雄蕊雌蕊夜之蝶（歌：河西、大堀）
  10. 16人姐妹之歌（歌：小林、佐藤、松原）
  11. Stand up
  12. Coolgirl
  13. 洄遊魚的容積
  14. 去見你吧
  15. 暹羅貓
  16. 梅樂斯之路
  17. 支柱